# Evilized
Evilized é o segundo álbum de estúdio da banda Sueca de heavy metal Dream Evil.

## Faixas
1. "Break the Chains" – 3:32
2. "By My Side" – 3:38
3. "Fight You 'Till the End" – 3:53
4. "Evilized" – 4:43
5. "Invisible" – 2:53
6. "Bad Dreams" – 3:10
7. "Forevermore" – 5:08
8. "Children of the Night" – 4:45
9. "Live a Lie" – 3:26
10. "Fear the Night" – 3:47
11. "Made of Metal" – 3:55
12. "The End" – 4:23

## Miscelânea
- "Forevermore" fala sobre amor eterno.
- "The End" fala sobre mudanças e o que realmente importa no final.

## Créditos
- Niklas Isfeldt - Vocais
- Fredrik Nordström - Guitarras, Teclados
- Gus G. - Guitarras
- Peter Stålfors - Baixo
- Snowy Shaw - Bateria